# Speleonectes benjamini
Speleonectes benjamini is een ladderkreeftensoort uit de familie van de Speleonectidae. De wetenschappelijke naam van de soort is voor het eerst geldig gepubliceerd in 1987 door Yager.